# Nilópolis
Nilópolis, amtlich Município de Nilópolis, ist eine Großstadt im brasilianischen Bundesstaat Rio de Janeiro.

## Geographie
Die Gemeinde befindet sich 16 Meter über dem Meeresspiegel und hat eine Fläche von 19,4 km². Sie liegt in der Metropolregion Rio de Janeiro. Die benachbarten Munizipien sind Mesquita, São João de Meriti und Rio de Janeiro.

## Bevölkerung
Zum 1. Juli 2016 wurde die Bevölkerung in Nilópolis auf 158.319 Menschen geschätzt, die Bevölkerungsdichte beläuft sich auf 8118 Einwohner pro Quadratkilometer.

## Geschichte
Am 16. November 1966 ereignete sich in Nilópolis ein schwerer Eisenbahnunfall, als zwei Vorortzüge zusammenstießen, nachdem einer der beiden Triebfahrzeugführer zwei „Halt“ gebietende Signale überfahren hatte. 38 Menschen starben.

## Bairros
- Centro de Nilópolis
- Olinda
- Cabral
- Nova Cidade
- Paiol da Pólvora
- Bairro da Mina
- Cabuís
- Frigorífico
- Manuel Reis
- Santos Dumont
- Tropical
- Novo Horizonte
- Nossa Senhora de Fátima

## Söhne und Töchter der Stadt
- Serginho (* 1971), Fußballspieler